# Verlagsgruppe Bistumspresse
Die Verlagsgruppe Bistumspresse ist ein Zusammenschluss von drei Verlagen, die die Kirchenzeitungen für elf deutsche Bistümer verlegen, mit Sitz in Osnabrück.

## Verlagsgruppe
Gesellschafter der Verlagsgruppe sind Bernward Mediengesellschaft mbH (Hildesheim), St. Benno Buch- und Zeitschriftenverlagsgesellschaft (Leipzig) und Verlag Kirchenbote (Osnabrück).
Insgesamt geben die Mitglieder elf einzelne Bistumszeitungen heraus.
- Tag des Herrn (Erzbistum Berlin, Bistum Dresden-Meißen, Bistum Erfurt, Bistum Görlitz, Bistum Magdeburg)
- Bonifatiusbote (Bistum Fulda)
- Neue Kirchenzeitung (Erzbistum Hamburg)
- KirchenZeitung (Bistum Hildesheim)
- Der Sonntag (Bistum Limburg)
- Glaube und Leben (Bistum Mainz)
- Kirchenbote (Bistum Osnabrück)

Die Inhalte für den überregionalen Teil der Zeitungen werden in der Zentralredaktion in Osnabrück produziert. Jede Bistumszeitung besitzt jedoch publizistische Eigenständigkeit. Vier weitere nicht zur Diözese gehörende Verlage anderer Bistümer übernehmen den Mantelteil des Magazins. Im Jahre 2024 hatten diese fünfzehn Kirchenzeitungen eine zweiwöchentliche Gesamtauflage von rund 100.000 Exemplaren.

## Geschichte
Seit Anfang der 1990er Jahre produziert die Verlagsgruppe Bistumspresse durch eine Zentralredaktion in Osnabrück überregionale Seiten für Bistumszeitungen.
Zum 31. Dezember 2023 löste sich die Gesellschaft für kirchliche Publizistik Mainz (GKPM), die vierter Mitgesellschafter der Verlagsgruppe Bistumszeitungen war, auf. Die von ihr verlegten Bistumszeitungen der Diözesen Fulda, Mainz und Limburg wurden von der Verlagsgruppe übernommen.
Ende März 2024 wurden die bisher wöchentlich erscheinenden Zeitschriften in ein vierzehntäglich erscheinendes Magazin umgewandelt. Der überregionale Mantelteil wird weiterhin von der Zentralredaktion in Osnabrück erstellt. Dieser wird neben den elf Bistums-Publikationen der Gesellschafter noch von den Bistümern Eichstätt, München und Freising, Paderborn und Würzburg bezogen.

## Auszeichnung
- Award of Excellence in der Kategorie Typografie des Auslobers 19. European Newspaper Award 2017[5]